# Victor-Martial Bataille
Pour les articles homonymes, voir Victor Bataille et Bataille (homonymie).
Jean Victor Martial Bataille, appelé en politique Victor-Martial Bataille, est un homme politique français né le 15 janvier 1848 à Aydat (Puy-de-Dôme) et décédé le 2 juillet 1908 à Paris.
Médecin à Saint-Gervais-d'Auvergne, il est élu conseiller municipal en 1880, puis adjoint au maire de 1882 à 1884. Il est conseiller général du Puy-de-Dôme de 1886 à 1904, et sénateur, inscrit au groupe de la Gauche radicale, de 1900 à 1908.

## Sources
- « Victor-Martial Bataille », dans le Dictionnaire des parlementaires français (1889-1940), sous la direction de Jean Jolly, PUF, 1960 [détail de l’édition]